# Mistrzostwa Polski w rallycrossie 2020
Oponeo Mistrzostwa Polski Rallycross 2020 - 19. sezon Mistrzostw Polski w rallycrossie, organizowany przez Polski Związek Motorowy.

## Kalendarz
Sezon 2020 obejmuje także mistrzostwa Czech, Słowacji oraz mistrzostwa strefy Europy Centralnej.
| Oznaczenie | Oznaczenie                                          |
| ---------- | --------------------------------------------------- |
| MPRC       | Mistrzostwa Polski w rallycrossie                   |
| FIA CEZ    | Mistrzostwa strefy Europy Centralnej w rallycrossie |
| CZE        | Mistrzostwa Czech w rallycrossie                    |
| SVK        | Mistrzostwa Słowacji w rallycrossie                 |
| PPAC       | Puchar Polski w autocrossie                         |

| Runda | Miejsce                      | Data               | Zawody                    | Zwycięzca | Wyniki   |
| ----- | ---------------------------- | ------------------ | ------------------------- | --------- | -------- |
| -     | Autodrom Słomczyn, Słomczyn  | 22-24 maja         | MPRC FIA CEZ CZE SVK PPAC | odwołane  | odwołane |
| -     | Autodrom Sosnová, Sosnová    | 26-28 czerwca      | MPRC FIA CEZ CZE SVK      | odwołane  | odwołane |
| -     | Tor Poznań, Poznań           | 24-26 lipca        | MPRC PPAC                 | odwołane  | odwołane |
| -     | Tor Poznań, Poznań           | 28-30 sierpnia     | MPRC PPAC                 | odwołane  | odwołane |
| -     | Slovakiaring, Orechová Potôň | 23-25 października | MPRC FIA CEZ CZE SVK      | odwołane  | odwołane |
| 1     | Autodrom Słomczyn, Słomczyn  | 14-16 sierpnia     | MPRC PPAC                 |           |          |
| 2     | Autodrom Słomczyn, Słomczyn  | 11-13 września     | MPRC PPAC                 |           |          |
| 3     | MotoPark Toruń, Toruń        | 25-27 września     | MPRC PPAC                 |           |          |
| 4     | MotoPark Toruń, Toruń        | 16-18 października | MPRC FIA CEZ CZE SVK PPAC |           |          |

### Zmiany w kalendarzu
- Po raz pierwszy w historii Mistrzostw Polski zawody odbędą się na trzech nowych torach: w Poznaniu, Autodromie Sosnová oraz na Slovakiaring.
- W sezonie 2020 kierowcy nie przystępują na litewskim torze Vilkyčiai.
- Etapy w Słomczynie oraz Poznaniu (pierwszy z dwóch) zostały pierwotnie zaplanowane na odpowiednio 25-26 kwietnia i 29-31 maja, jako dwie rundy otwierające sezon. W odpowiedzi na pandemię wirusa SARS-CoV-2[2] poznański etap został przeniesiony, a w Słomczynie odwołany[1].

## Dodatkowe informacja
Oponeo Rallycross Challenge rozegrano w ramach Mistrzostw Polski Digital Motorsport 2020, za pośrednictwem platformy Assetto Corsa (PC). W rundzie pokazowej, mającej miejsce 17 maja, kierowcy wirtualnie ścigali się Volkswagenem Polo RX, na torze mierzącym 1,83 km długości. Spośród wyłonionych w kwalifikacjach 36 kierowców, pierwsze miejsce wywalczył Dominik Blajer. Widzowie mogli śledzić transmisję z wydarzenia w Internecie.